# Iris Minder

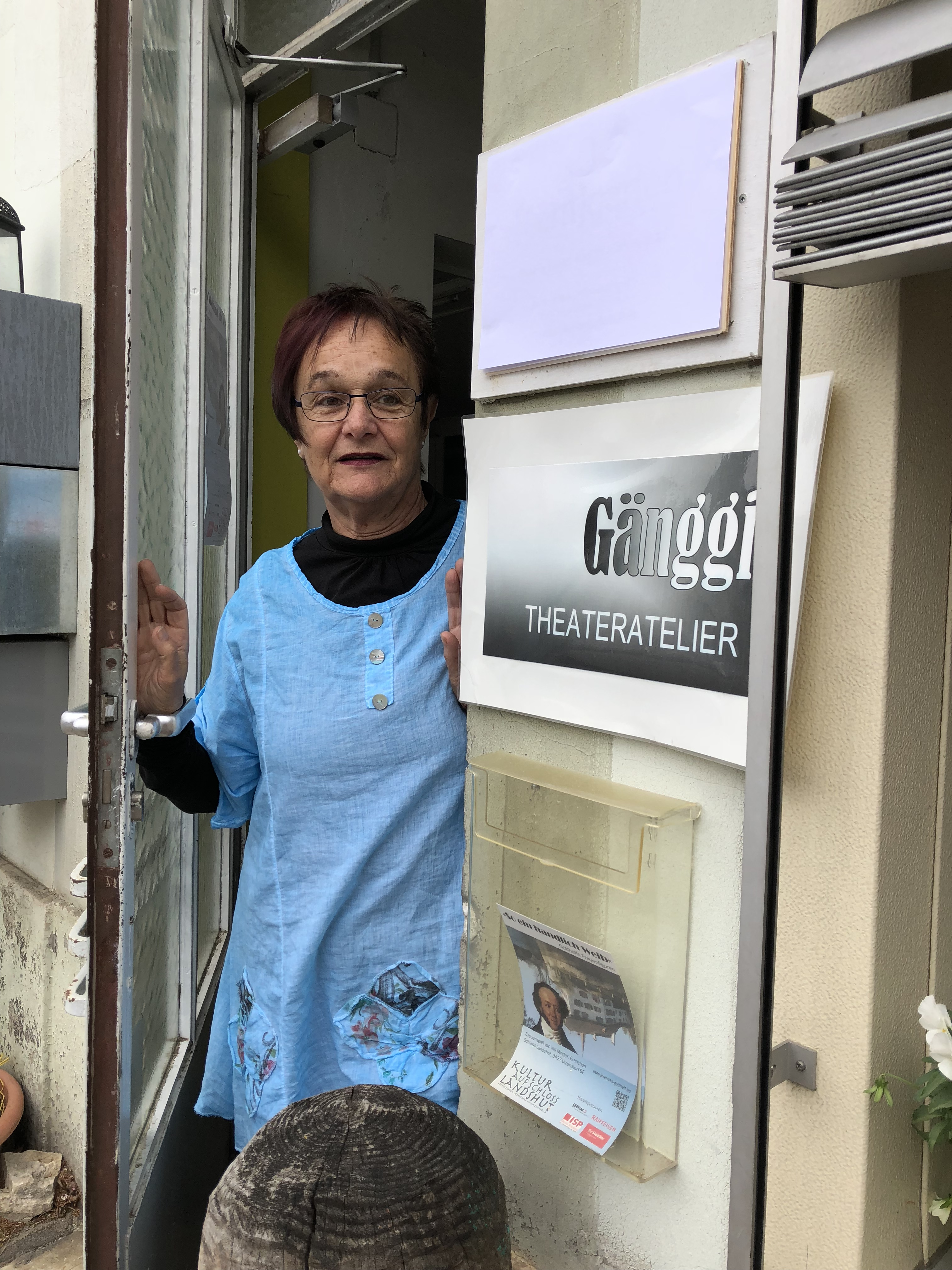
Iris Minder

Iris Minder geb. Kehl (* 6. August 1951 in Luzern) ist eine Schweizer Regisseurin und Autorin.

## Biografie
Iris Minder-Kehl studierte Europäische Ethnologie, neue Deutsche Literatur, vergleichende Religionswissenschaft und Theaterwissenschaft an der Universität Bern. Sie war die erste Leiterin Amt für Kultur der Stadt Grenchen (1991–2000).
Sie schuf Theaterproduktionen und -gruppen wie beispielsweise die Schopfbühne, das Kindertheater Blitz, das «theater, JAWOHL» und die Freilichtspiele Grenchen. Minder führt das eigene Theater Gänggi und organisiert Kulturanlässe wie die Gränchner Chürbisnacht, Stadtführungen in Grenchen, ein Drehorgelfestival sowie verschiedene historische Ausstellungen. Für ihr Theaterschaffen wurde sie 2006 mit dem Kulturpreis der Stadt Grenchen ausgezeichnet.
Minder ist Mitglied und Vizepräsidentin seit November 2023 im Krimi Schweiz – Verein für schweizerische Kriminalliteratur.

## Krimis
- 2022, Grenchnernacht, Verlag Theater Gänggi, ISBN 978-3-033-09332-4
- 2019, Schatten über Grenchen, Eigenverlag GÄNGGI, ISBN 978-3-033-07602-0
- 2016, Schattenvermächtnis, Kameru-Verlag, ISBN 978-3-906082-56-1